# Malmi (Helsinki)
 (indiquez la date de pose grâce au paramètre date).
Malmi (suédois : Malm) est un district d'Helsinki en Finlande. Malmi est aussi le nom d'un quartier d'Helsinki. 

## Description

### Le quartier de Malmi
Le quartier de Malmi (en finnois : Malmin kaupunginosa) est formé des 6 parties suivantes : Ylä-Malmi (6 791 habitants), Ala-Malmi (4 911 hab.), Pihlajamäki (4 911 hab.), Tattariharju (5 hab.), Malmin lentokenttä (2 480 hab.) et Pihlajisto (2 682 hab.). Le quartier héberge donc 24 312 habitants sur une superficie de 9,26 km2.

### Le district de Malmi

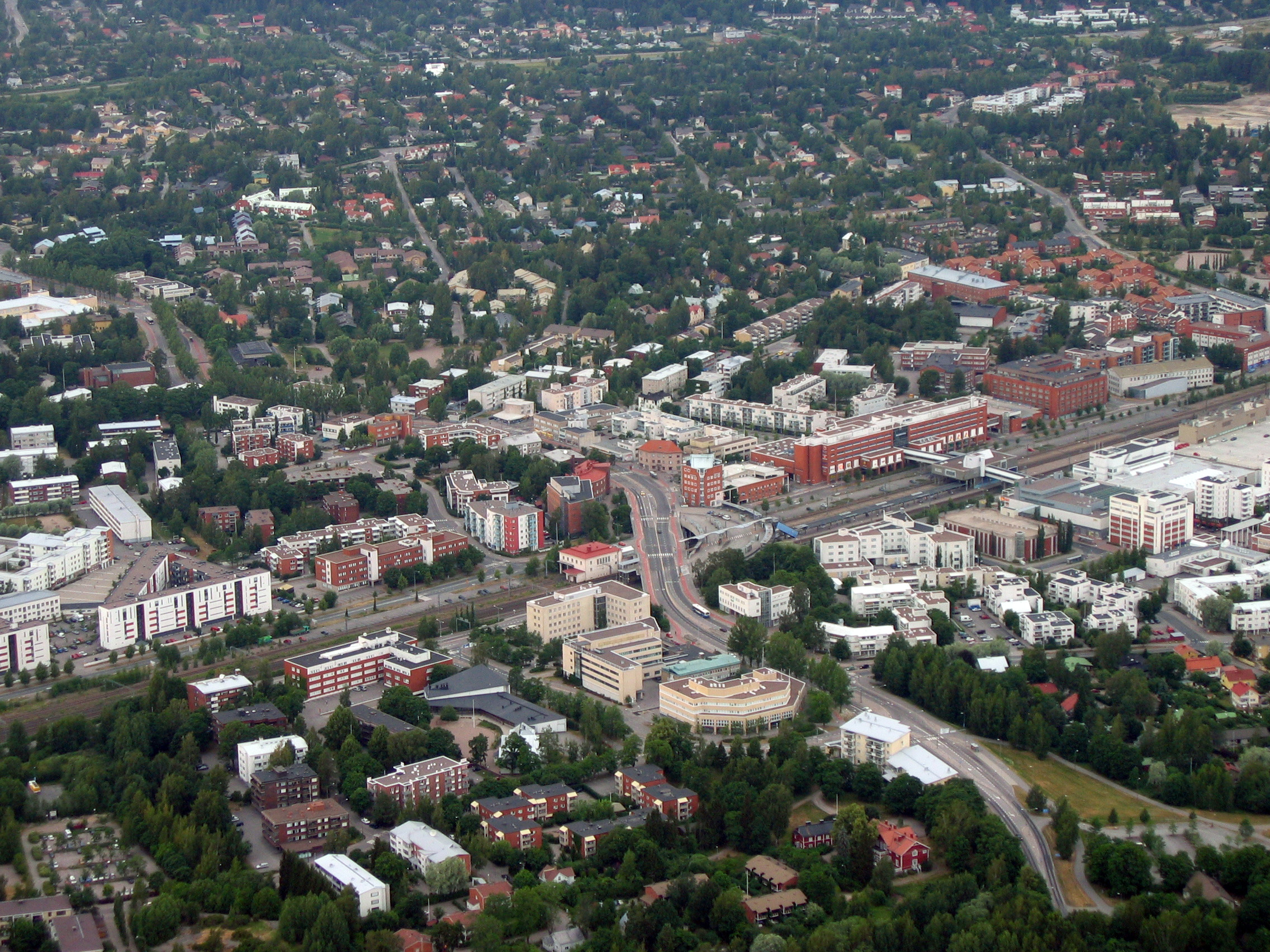
Le district de Malmi.

Le district de Malmi (en finnois : Malmin peruspiiri) est une division administrative distincte du quartier éponyme, le district ne comprend pas Pihlajamäki ni Pihlajisto, mais comprend Tapanila (5 647 hab.) et Tapaninvainio (8 015 hab.). Le district a donc une population de 27 839 habitants pour une superficie de 11,14 km2 et 11 484 emplois.

## Transports

### Trains
La gare de Malmi est desservie par les trains K, N, T, I et P. Les trains I relient Malmi et l'Aéroport d'Helsinki-Vantaa et les trains P avec le centre-ville d'Helsinki.

### Bus
Malmi est un nœud d'interconnexion de nombreux bus de la région d'Helsinki. La gare routière de Malmi offre des liaisons pour, entre autres, Töölö, Alppila, Itäkeskus, Kontula, Vuosaari ou Herttoniemi. La ligne 560 mène à Paloheinä et Myyrmäki, la ligne 561 à Aviapolis. La ligne 552 offre une liaison avec Maunula, Haaga et par Munkkiniemi à Otaniemi. D'autres bus desservent Malmi comme les 603, 701, 702, 703 ou 705.

## Galerie

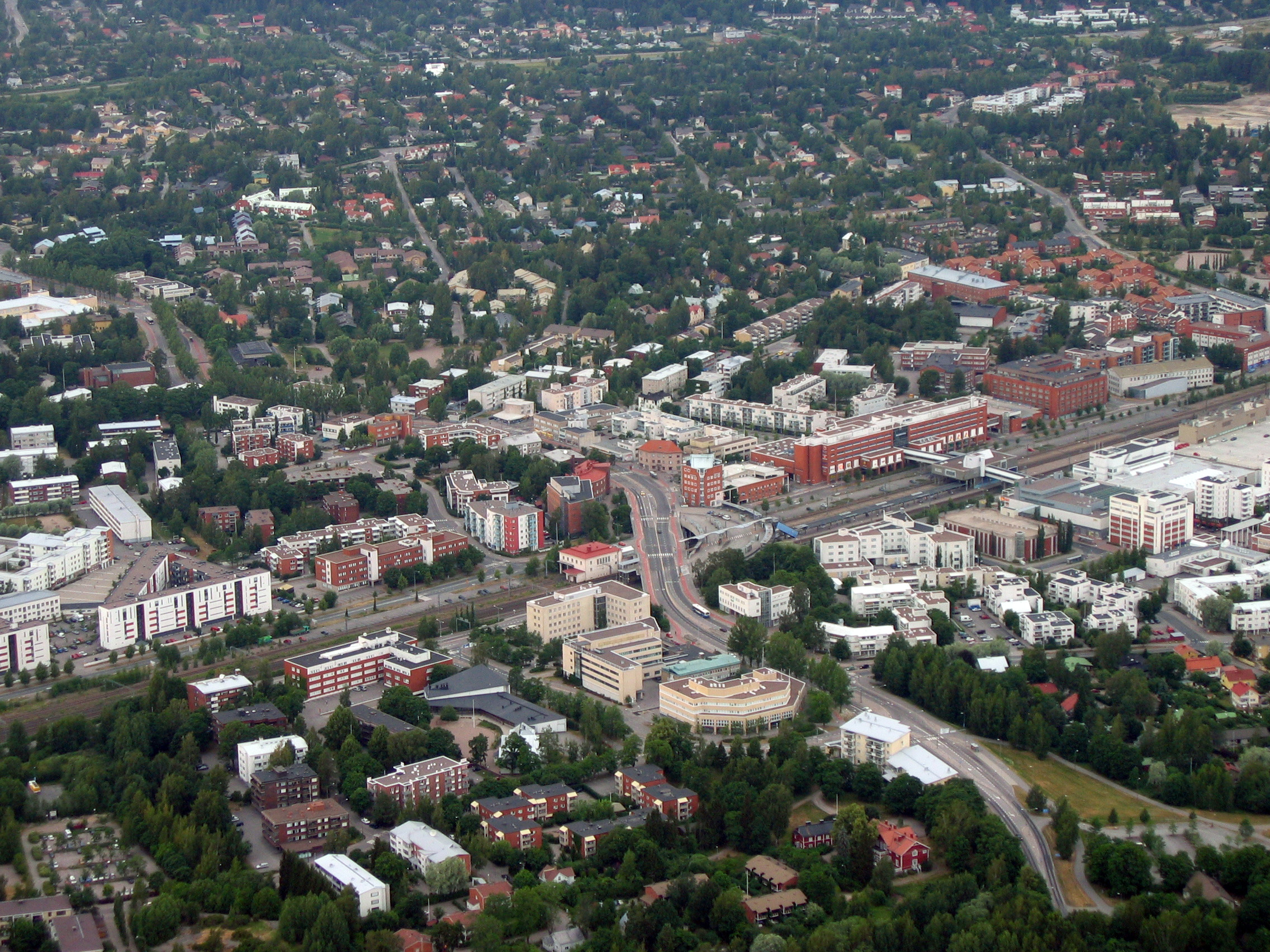
Vue aérienne du centre de Malmi. À l'avant Ala-Malmi et Ylä-Malmi de l'autre côté de la route.
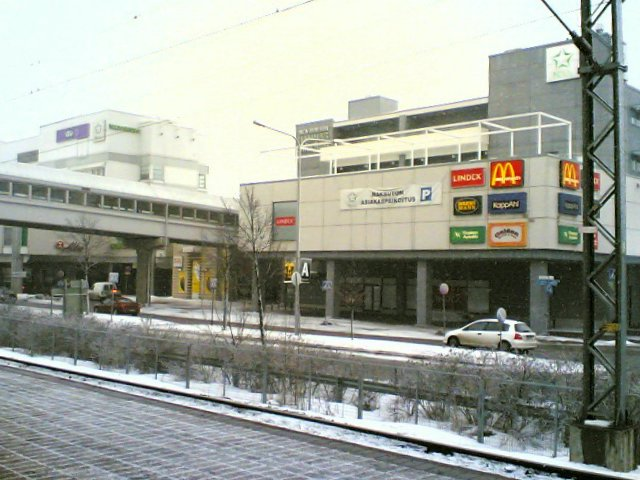
Le centre commercial Malmin Nova
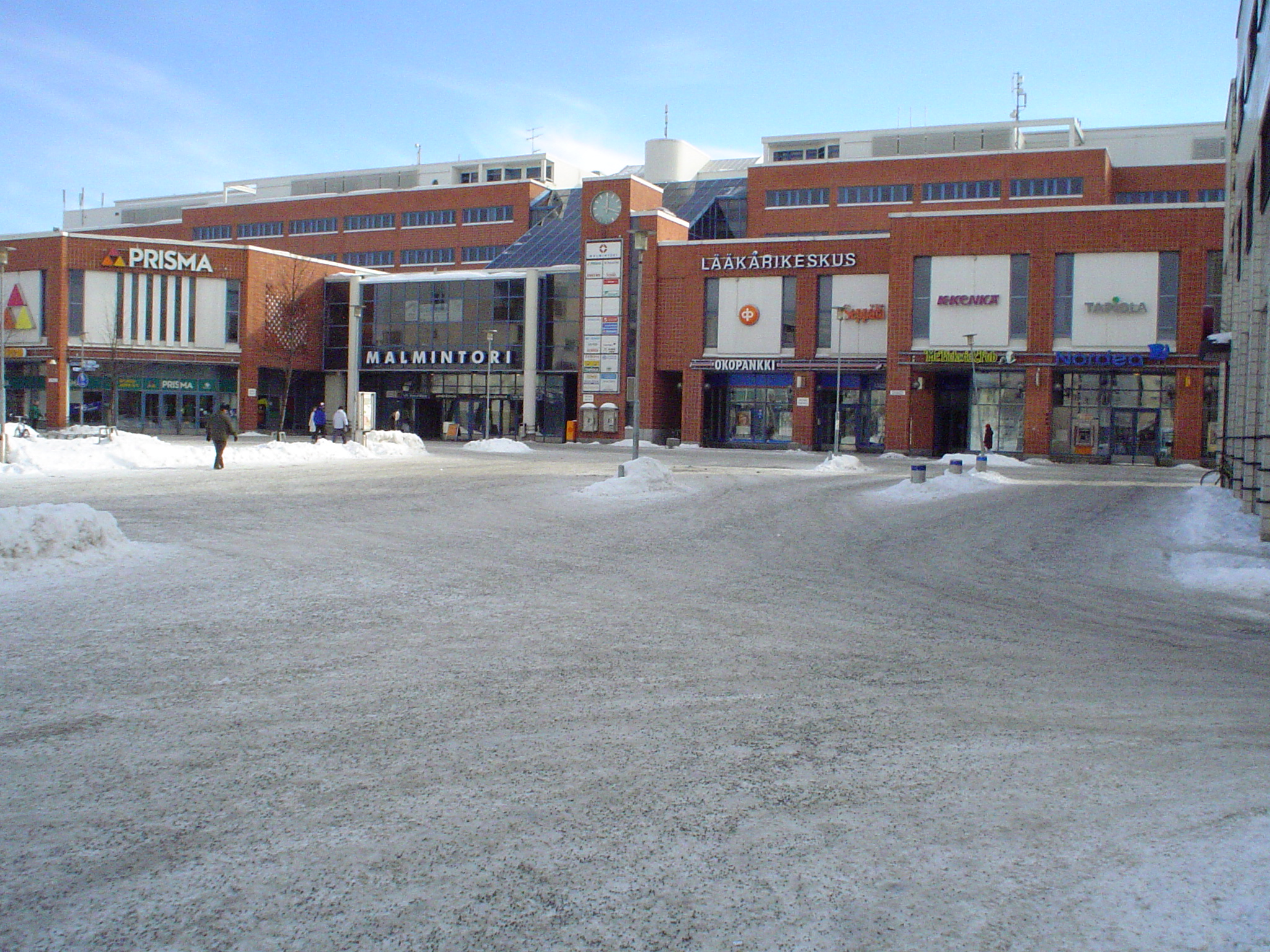
Le marché de Malmi.
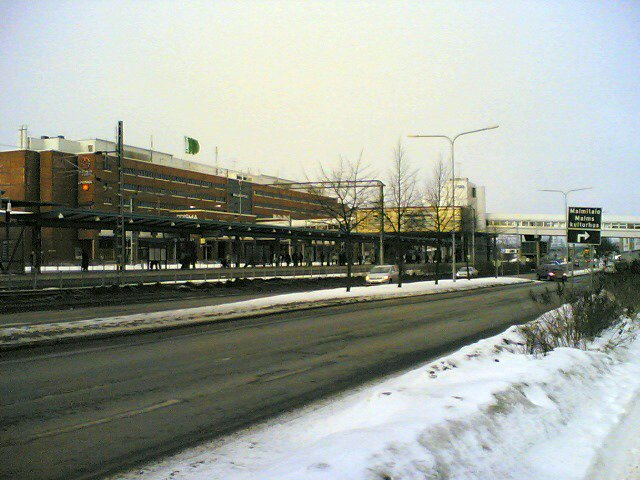
La gare de Malmi.
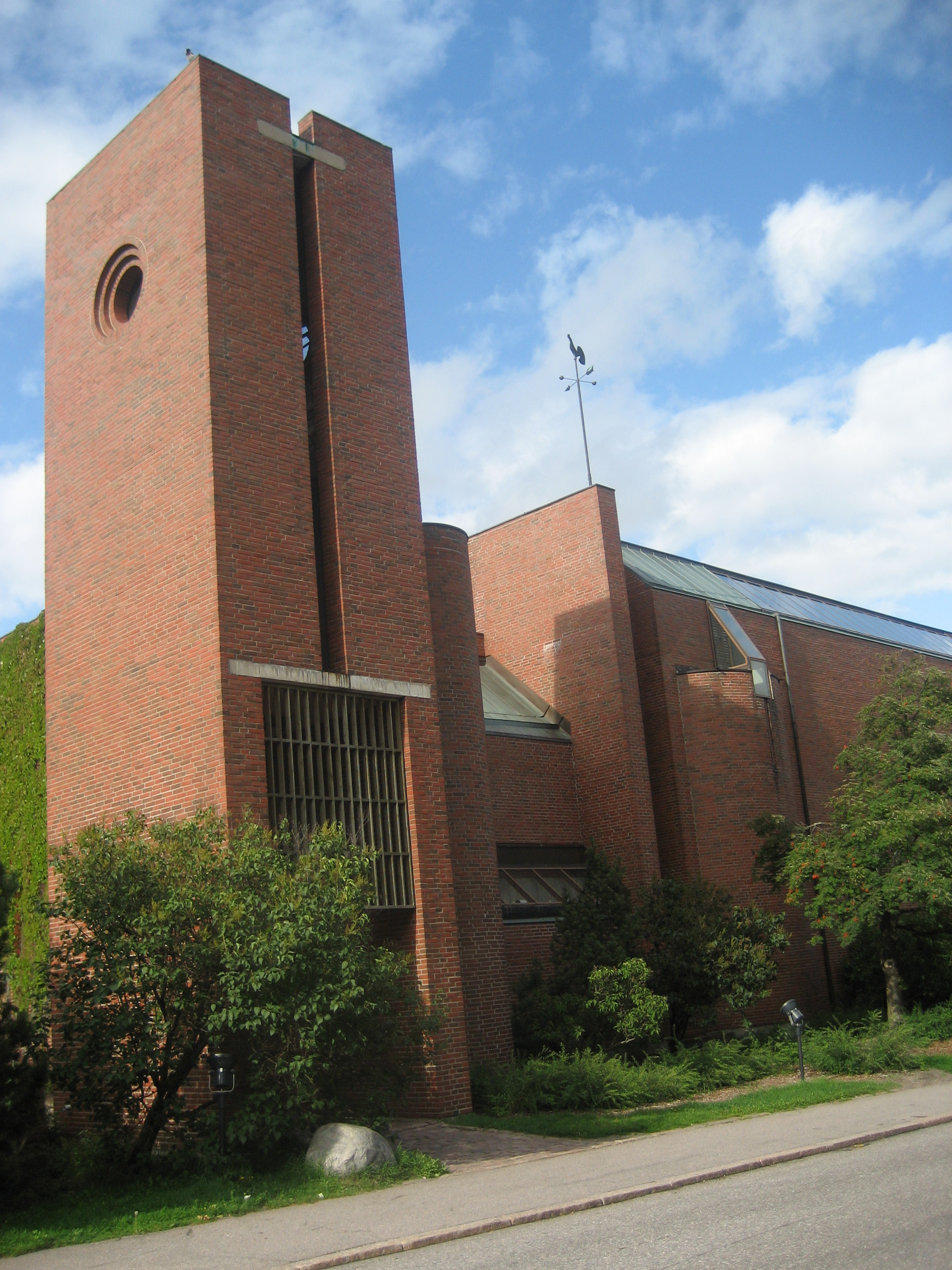
L'église de Malmi.
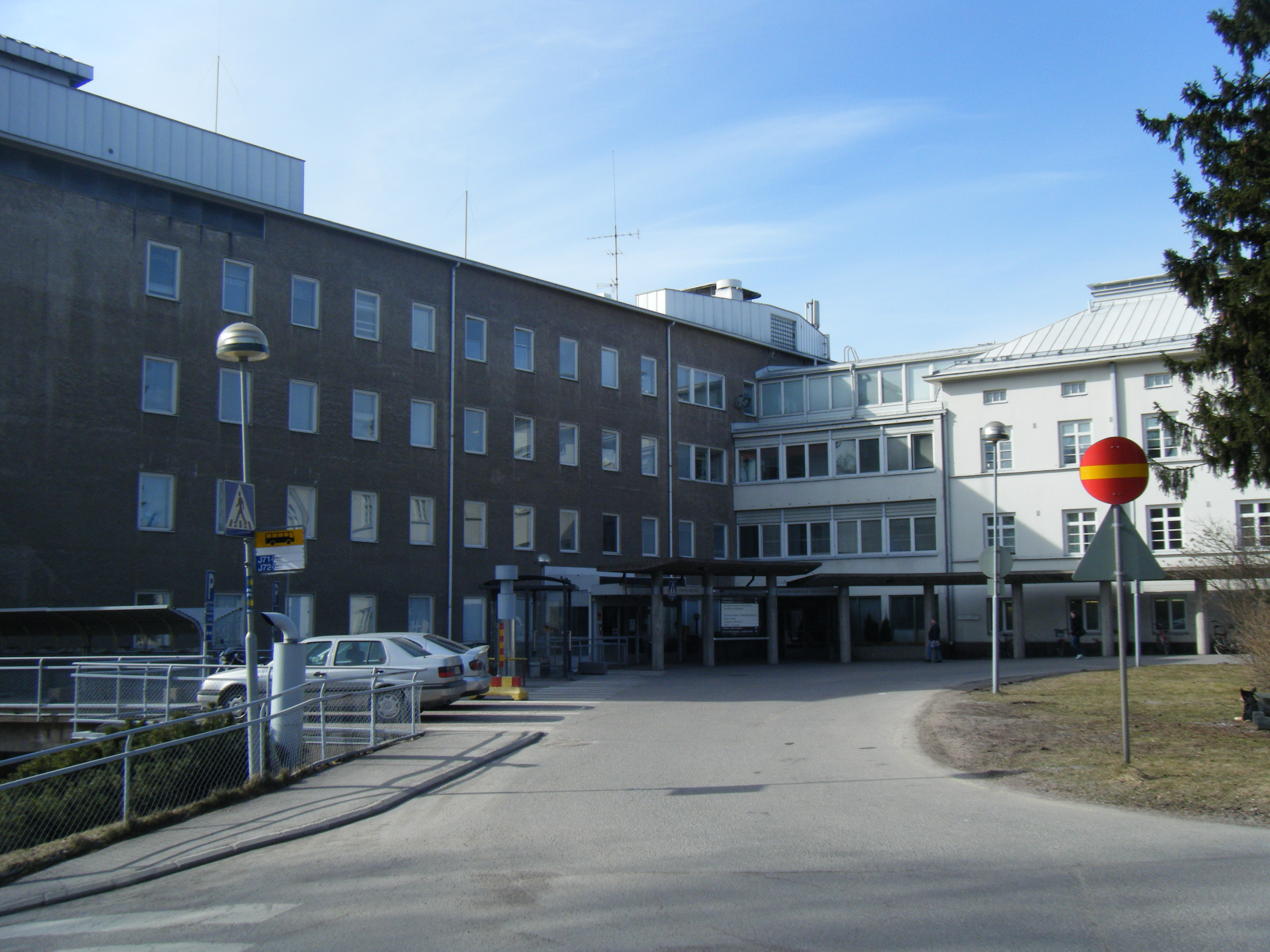
L'hôpital de Malmi.
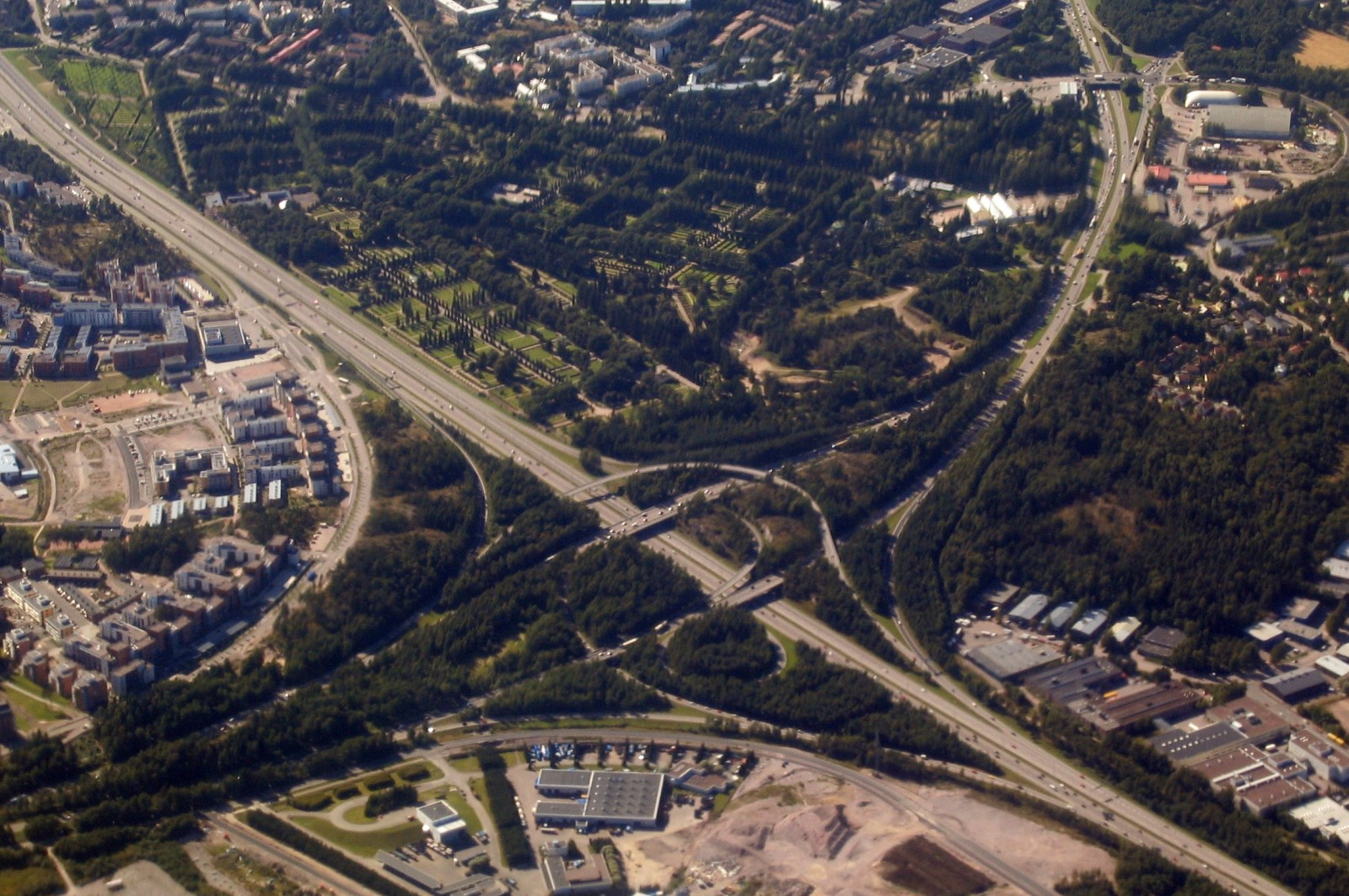
Le cimetière de Malmi.
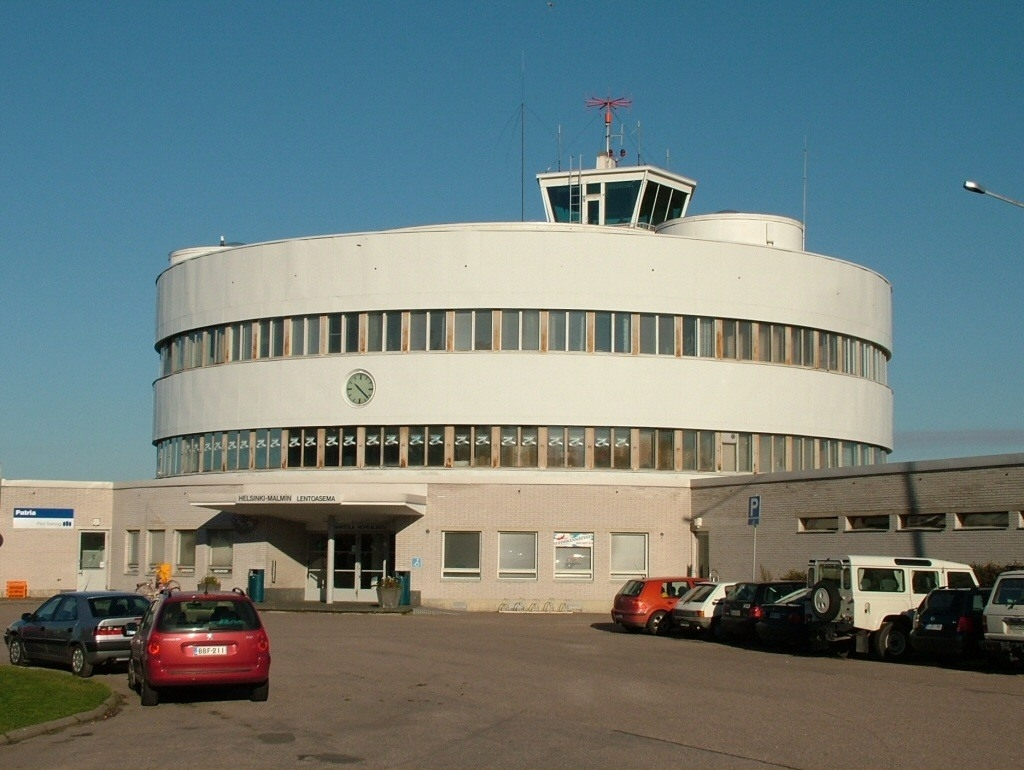
L'aéroport d'Helsinki-Malmi.
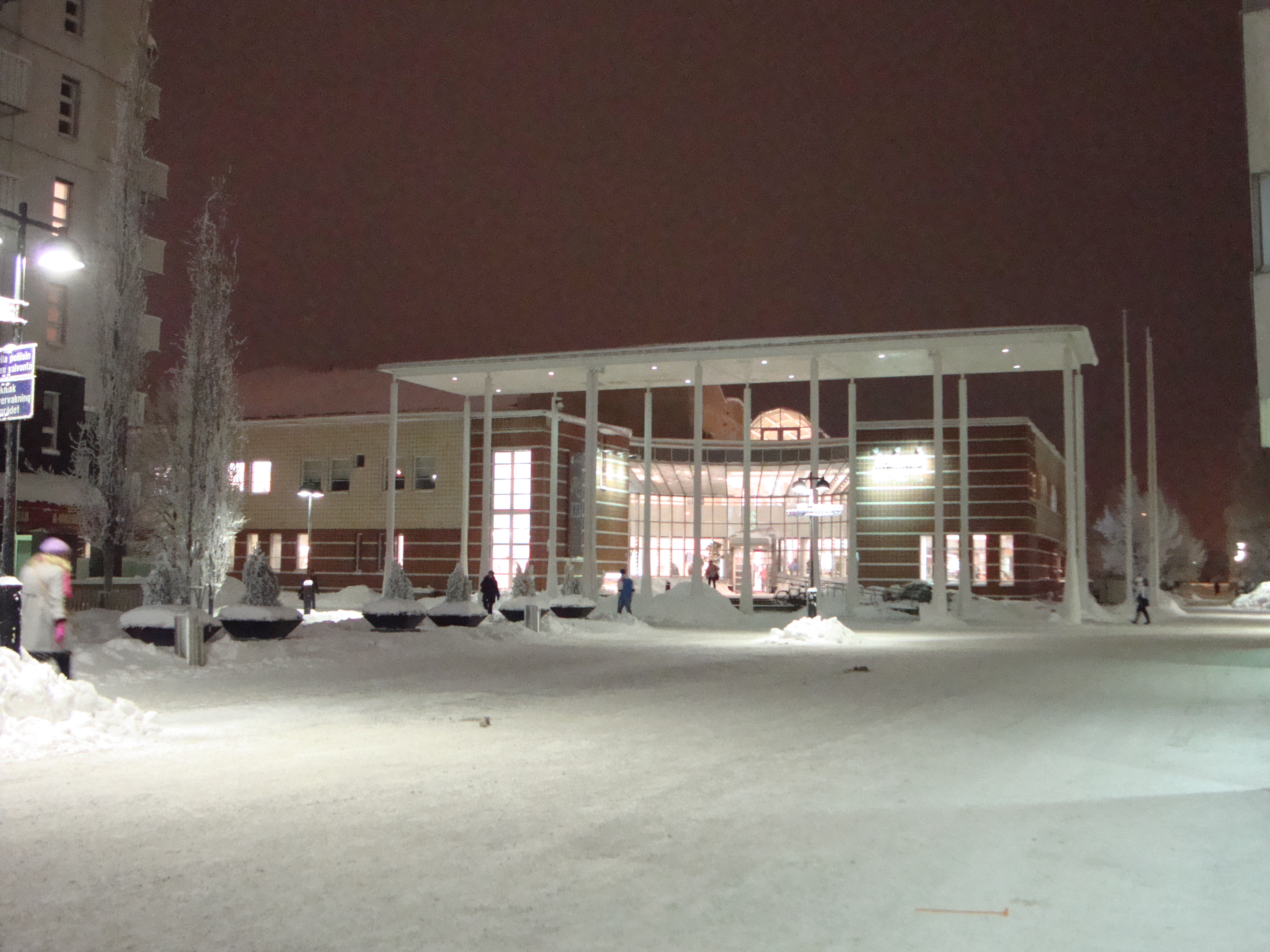
Le centre culturel Malmitalo.